# Ågerup Kirke (Holbæk Kommune)
 For alternative betydninger, se Ågerup Kirke. (Se også artikler, som begynder med Ågerup Kirke)
Ågerup Kirke er en middelalderlig kirke i Ågerup, 500 m vest for Tempelkrogen. Den omtales første gang i 1204 og må således være opført engang i 1100-tallet. Kirken er særlig kendt for sine mange kalkmalerier, der der udført af "Ågerup-mesteren", som ikke kendes fra andre kirker.
Kirkens dør er fra 1589, og de to kirkeklokker fra 1749 og 1468. Altertavlen blev skænket til kirken i 1509. Døbefonten er lige så gammel som kirken, mens prædikestolen stammer fra ca. 1640.

## Galleri
- Altertavle
- Prædikestol
- Orgel
- Udsigt over Tempelkrog fra kirkegården